# Samruay Chaiyong
Samruay Chaiyong, altresì citato come Samruay Chaiyonk (Nong Khai, 12 febbraio 1933 – Bangkok, 11 marzo 2019), è stato un calciatore thailandese di ruolo centrocampista.

## Carriera
Con la Nazionale thailandese ha partecipato alle Olimpiadi del 1968.